# Forró (Borsod-Abaúj-Zemplén)
Forró es un pueblo ubicado en el distrito de Encs, en el condado de Borsod-Abaúj-Zemplén, Hungría.

## Superficie
Posee una superficie de 19,03 kilómetros cuadrados.

## Demografía
Hasta 2019 la población era de 2567 habitantes, con una densidad de población de 134,9 habitantes por kilómetro cuadrado.